# Одељење техничких наука САНУ
Одељење техничких наука САНУ једна је од организационих јединица Српске академије наука и уметности, која примарно дела у оквиру области експерименталне и примењене технике.

## Историјат
На почетку рада, чланови Одељења техничких наука САНУ (ОТН) били су посвећени машинству, грађевинарству, електротехници и технологији. Рад чланова ОТН на основним истраживањима потврђен је строгим страндардима рецензија колега у свету, и пројектима и реализацијама код нас, као и у свету. Чланови ОТН водили су пројекте изградње многих значајних мостова, бродоградилишта, бродова, ваздухоплова и других објеката. Утицај на окружење чланова ОТН заснован је на методологијама истраживања научених у току школовања пре свега у развијеним центрима науке у Европи. Чланови ОТН су имали, и имају, велики утицај на образовне и научне токове у Србији и шире. Број ђака наследника који су постали успешни и баве се едукацијом и науком широм света, указује на вредност рада чланова ОТН.
Велики наредак нових материјала и технологија, рачунарства и информационих технологија у другој половини 20. века, као и резултати основних истраживања у физици, хемији и математици, утицали су на то да се центар истраживања Одељења техничких наука преусмери на електромагнетику, електроенергетику, енергетску електронику и технологију материјала, а затим прошири на домене миктроелектронике, нанотехнологија, саобраћајног инжењерства, роботике и биомедицинског инжењерства. У скорије време су постигунути значајни резултати у истраживањима плазме, у физичкој електроници чврстих тела, са посебним акцентом на интеграцији квантних феномена, карактеризацији и развоју нових материјала, примени миметичких метода у биомедицини, моделирању физичких поља и структура, као и у низу других основних истраживања, што је отворило простор за пројектовање и преношење резултата у производњу.
Резултати рада чланова Одељења наука и техника на почетку су имали велики утицај на развој инфраструктуре у Србији, као и Србије у целини, а данас, чланови ОТН труде се да допринесу стварању и спровођењу стратегија да Србија поново постане европски и светски партнер у области технике.

## Научна делатност
Научна делатност Одељења техничких наука одвија се у различитим областима експерименталне и примењене технике као што су: мостоградња (теоретска и експериментална истраживања мостовских конструкција и њихов утицај на савремено пројектовање и извођење), нови материјали (синтеза, карактеризација и оптичка својства савремених материјала и танких слојева, полупроводни материјали и полупроводничке направе и структуре, суперпроводници, наноматеријали), електромагнетика (нумеричке методе и анализа сложених електромагнетских система), конструкције (нове математичке методе у теорији конструкција, теорији еластичности, вискоеластичности фракционог типа и теорији пластичности), теоријска и примењена механика флуида (нелинеарни феномени, биомеханика флуида, струјања разређених гасова), роботика (интелигентни системи управљања роботима), примењена физика (неравнотежне плазме, транспорт наелектрисаних честица у гасовима, плазма), микро и нано електро-механичке технологије, сензори и трансмитери, примена аутоматике у медицини, саобраћајни системи, рачунско моделовање, енергетска ефикасност.